# ザ・グレート・プリテンダー
「ザ・グレート・プリテンダー」（The Great Pretender）は、1955年に発表されたアメリカのコーラス・グループのプラターズの曲。作詞作曲はバック・ラム。トニー・ウィリアムズがリードボーカルを務めた。

## プラターズのオリジナル
1955年11月3日にシングルとしてリリースされ、1956年にR＆Bチャートとポップチャートの両方で1位に達し、イギリスのチャートでは5位に達した。
ラムは「オンリー・ユー」の成功をフォローするために、フラミンゴ・ラスベガスの洗面所でこの歌を約20分で書いたと報告している。
2004年、この曲はローリング・ストーンの選ぶオールタイム・グレイテスト・ソング500に投票され、プラス・ジョンソンはテナーサックスを演奏した。

## フレディ・マーキュリーのバージョン
1987年に、イギリスのロックバンド、クイーンのフロントマンであるフレディ・マーキュリーによって再び人気を博し、彼のバージョンは全英シングルチャートで4位にまで達した。彼は1987年春のインタビューで、この曲が自分のキャリアやステージでの見方に特に適していると説明した。
ミュージック・ビデオでは、「RADIO GA GA」、「愛という名の欲望」、「ボヘミアン・ラプソディ」、「ブレイク・フリー (自由への旅立ち)」などのミュージック・ビデオでマーキュリーが演じてきたキャラクターのパロディが見られる。彼がトレードマークであった口ひげを剃ったことも注目された。
2019年には、通常バージョンとエクステンデッド・バージョンの両方のミュージックビデオが4Kリマスターされ、ボックス・セット『ネヴァー・ボーリング』に収録された。

### シングル収録曲

#### 1987年盤
7" single (日本盤のみ)
1. ザ・グレート・プリテンダー[注 1] - The Great Pretender (Ram)
2. エクササイズ・イン・フリー・ラヴ[注 2] - Exercises In Free Love (Mercury, Moran)

12" single (イギリス盤のみ)
1. ザ・グレート・プリテンダー[注 1] (エクステンデッド・ヴァージョン) - The Great Pretender (Extended Version) (Ram)
2. ザ・グレート・プリテンダー[注 1] (7インチ・ヴァージョン) - The Great Pretender (7" Version) (Ram)
3. エクササイズ・イン・フリー・ラヴ[注 2] (7インチ・ヴァージョン) - Exercises In Free Love (7" Version) (Mercury, Moran)

#### 1993年盤
8cmCD (日本盤のみ)
1. ザ・グレート・プリテンダー (オリジナル・シングル・ヴァージョン) - The Great Pretender (Original Single Version) (Ram)
2. ラヴ・キルズ (ウルフ・ユーロ・バージョン) - Love Kills (Wolf Euro Version) (Mercury, Moroder)

#### 1995年盤
8cmCD (日本盤のみ)
1. ザ・グレート・プリテンダー (オリジナル・シングル・ヴァージョン) - The Great Pretender (Original Single Version) (Ram)
2. マイ・ラヴ・イズ・デンジャラス - My Love Is Dangerous (Mercury)

### タイアップ
- 松竹富士映画提供『ナイト・アンド・ザ・シティ』主題歌 (1992年)
- HONDA『ACCORD』TV-CF曲 (1995年)
- アニメ『GREAT PRETENDER』主題歌 (2020年)

## その他のカバー
- ザ・バンド – アルバム『ムーンドッグ・マチネー』（1973年）収録
- 柳ジョージ – アルバム『GOOD TIMES』（1984年）収録